# 天巫女姫
『天巫女姫』（あまのみこひめ）は、2003年7月18日にACTRESSより発売されたアダルトゲームである。開発チームはgrooming。パッケージ版の販売は終了しており、現在「Galge.com」等にてダウンロード販売がされている。
2005年4月29日にはアイチェリーよりDVDプレイヤーズゲーム版が発売された。

## 概要
現代伝奇SF系の分岐点選択型ビジュアルノベル。最初に攻略できるヒロインは固定となっており、ヒロインの攻略を進めるうちに少しずつ他のヒロインのストーリーも読めるようになり、最終的にトゥルーエンドに辿り着く仕組みになっている。
システムは開発チームgroomingの前作うたかな同様、有限会社エッジのG-SYSを使用している。文章の表示は標準では全画面表示、Hシーンでは画面下部に三行だけ表示する方式である。セーブ数は37と決して多くは無いが「バックログ」といった標準的なものに加え「前の選択肢へ戻る」「次の選択肢へ進む」といったコマンドなどもあり、当時としては使い勝手の良いシステムとなっている。

## ストーリー
主人公（天野誠）は、幼いころに両親を亡くし、育ててもらっていた祖父にも他界されてしまう。天涯孤独の身になったと思い途方にくれていた所に、神社に住む叔母の「御巫あやめ」から彼女の管理する「天姫神社」で一緒に暮らそうという手紙が届き、ほとんど記憶の残っていない生まれ故郷で暮らすこととなる。
待っていたのは、父の代わりに宮司代理として神社を管理している叔母とそこで働く3人の巫女であった。記憶の無い故郷で暮らす中、様々な奇怪な現象に出くわしてゆく。

## キャラクター
天野誠（あまのまこと） - 名称変更可能
主人公。祖父の他界により学生という時分から手紙を頼り、「天姫神社」で宮司候補の見習いとして暮らすこととなる。幼い頃に両親をなくしており、そのときのショックのためかそれまで暮らしていたときの記憶も無い。
御巫 咲耶（みかなぎ さくや）
声 - 柘翁そのか
「天姫神社」住み込みで働く巫女で主人公のクラスメイト。主人公が神社に生まれ故郷に来たときに、誤って滝で水垢離している姿を見てしまったためか、主人公に対しては非常に厳しく、宿敵ともいえる態度をとる。クラスでは優等生を演じており、人気も高い。両親がいなく幼い頃から甘えられなかったためか、ツンデレで、焦るとと次々とぼろが出るタイプ。
橘 椿（たちばな つばき）
声 - 手塚まき
「天姫神社」住み込みで働く巫女で主人公のクラスメイト。基本的に無表情で物静かであるが、喋るときは的確なツッコミとボケをかます。ちょっとずれている部分があるものの本人に自覚は無い。
中条 美月（なかじょう みつき）
声 - 細田なな
主人公のクラスメイトで、クラスでは委員長をしている。故郷に住んでいた頃の主人公を知る幼馴染だと名乗っているが主人公にその記憶は無い。料亭「華月」の一人娘で、「華月」の経営が先祖代々呑気のため（値段が20年前から殆ど変わってない等：本人談）あまり良くないらしく、そのためお金や経営に関するこだわりが強い。
比良坂 菊里（ひらさか くくり）
声 - 木村あやか
「天姫神社」で働く巫女で学校では1年下の後輩に当たる。主に料理・台所を担当しており、家計のやりくりには苦労している模様。
御巫 あやめ
声 - 川瀬ゆづき
「天姫神社」の宮司代理。副業として主人公の通う学校で教師をしている。ややのんびりした性格ではあるがしっかり見るところは見るタイプ。大の酒好きで、菊里の話では食費の約半分がお酒に消えているらしい。

## スタッフ
- シナリオ:小沢伝七、永里しの
- 原画:しかとみよ
- 音楽:アメディオ